# Drenje (Chorwacja)
Drenje – wieś w Chorwacji, w żupanii osijecko-barańskiej, w gminie Drenje. W 2011 roku liczyła 583 mieszkańców.